# Sun Jiaqi
Sun Jiaqi (chinesisch 孙佳琪; * 26. April 2004) ist eine chinesische BMX-Freestyle-Fahrerin in der Variante Park.

## Sportlicher Werdegang
Sun stammt aus Luohe in der Provinz Henan. 2018 fiel sie bei Provinzial-Wettkämpfen auf und wurde für weitere Förderung ausgewählt. 2022 war sie Zweite bei den chinesischen Meisterschaften und trat erstmals bei den Urban-Cycling-Weltmeisterschaften an, wo sie allerdings in der Qualifikation ausschied. Vier Wochen später siegte sie beim BMX-Freestyle-Weltcup im australischen Gold Coast vor ihrer Landsfrau Zhou Huimin und der mehrfachen Weltmeisterin Hannah Roberts. Es war der erste Weltcup-Sieg chinesischer Fahrerinnen, die sich bald darauf in der Weltspitze etablierten.
Beim ersten Lauf des Weltcups 2023 in Diriyya war Sun Zweite hinter Roberts. Im Juni siegte sie im Madrid Urban Sports Festival. Zu diesem Zeitpunkt wurde sie von Daniel Dhers trainiert, der vom chinesischen Verband angeheuert worden war.
2024 wurde Sun für die olympische Qualifikationsserie nominiert, wo sie den zweiten Rang belegte und sich so einen Startplatz für den olympischen Freestyle-Wettkampf sicherte. Im Finale von Paris stürzte sie in beiden Versuchen und kam nur auf den siebten Platz.

## Erfolge
2022
Weltcup-Sieg in Gold Coast